# Цербст
Цербст (њем. Zerbst/Anhalt, глсрп. Serbišćo, чеш. Srbiště), град је у њемачкој савезној држави Саксонија-Анхалт. Једно је од 10 општинских средишта округа Анхалт-Битерфелд. Посједује регионалну шифру (AGS) 15082430, NUTS (DEE05) и LOCODE (DE ZBT) код.

## Географски и демографски подаци
Цербст се налази у савезној држави Саксонија-Анхалт у округу Анхалт-Битерфелд. Град се налази на надморској висини од 67 . Површина општине износи 467,6 2. У самом граду је, према процјени из 2010. године, живјело 23982 становника. Просјечна густина становништва износи 51 становника/ 2.

## Међународна сарадња
| Мјесто | Држава | Врста сарадње | Од    |
| ------ | ------ | ------------- | ----- |
| Пушкин | Русија | пријатељство  | 1995. |
| Извор  |        |               |       |